# Бремергафен
Бремергафен (нім. Bremerhaven [bʁeːmɐˈhaːfən], ниж.-нім. Bremerhoben — «бременська гавань») — місто та морський порт на північному заході Німеччини. Разом з Бременом входить до складу землі Бремен. При цьому Бремергафен є анклавом, адже він відділений від Бремена територією землі Нижня Саксонія. Попри те, що місто є досить молодим, воно має довгу історію як морський порт та відіграє надзвичайно важливу роль в економіці Німеччини. 

## Географія
Місто розташовано на правому березі річки Везер у болотистій місцевості.

### Клімат
Місто знаходиться у зоні, котра характеризується морським кліматом. Найтепліший місяць — липень із середньою температурою 17,2 °C (63 °F). Найхолодніший місяць — січень, із середньою температурою 1,7 °С (35 °F).
| Клімат Бремергафена     | Клімат Бремергафена | Клімат Бремергафена | Клімат Бремергафена | Клімат Бремергафена | Клімат Бремергафена | Клімат Бремергафена | Клімат Бремергафена | Клімат Бремергафена | Клімат Бремергафена | Клімат Бремергафена | Клімат Бремергафена | Клімат Бремергафена | Клімат Бремергафена |
| Показник                | Січ.                | Лют.                | Бер.                | Квіт.               | Трав.               | Черв.               | Лип.                | Серп.               | Вер.                | Жовт.               | Лист.               | Груд.               | Рік                 |
| Абсолютний максимум, °C | 12                  | 13                  | 22                  | 25                  | 30                  | 32                  | 32                  | 35                  | 27                  | 23                  | 16                  | 13                  | 35                  |
| Середній максимум, °C   | 3                   | 3                   | 7                   | 10                  | 16                  | 18                  | 20                  | 20                  | 17                  | 12                  | 7                   | 5                   | 12                  |
| Середня температура, °C | 2                   | 1                   | 5                   | 7                   | 12                  | 15                  | 17                  | 17                  | 14                  | 10                  | 6                   | 3                   | 9                   |
| Середній мінімум, °C    | 0                   | 0                   | 2                   | 4                   | 8                   | 12                  | 13                  | 13                  | 11                  | 7                   | 3                   | 1                   | 6                   |
| Абсолютний мінімум, °C  | −16                 | −13                 | −10                 | −2                  | 1                   | 2                   | 7                   | 8                   | 5                   | −1                  | −8                  | −16                 | −16                 |
| ----------------------- | ------------------- | ------------------- | ------------------- | ------------------- | ------------------- | ------------------- | ------------------- | ------------------- | ------------------- | ------------------- | ------------------- | ------------------- | ------------------- |
| Джерело: Weatherbase    |                     |                     |                     |                     |                     |                     |                     |                     |                     |                     |                     |                     |                     |

## Історія
Місто було засновано у 1827 році проте на його місці до цього існувало поселення з XII століття. Ці невеликі поселення були побудовані на маленьких островах, які виникли на болотистій місцевості. 1381 року цю територію захопив Бремен, 1653 року — шведи територію міста Бремергафена.
1827 року Бремен викупив ці території у Ганноверського королівства задля зміцнення своїх позицій у торгівлі. Економіка новоствореного міста базувалась на торгівлі, рибальстві та суднобудуванні.

## Економіка
Порт Бремергафена є шостим за розміром у світі та четвертий за розміром у Європі за обсягами перевалки двадцятифутових контейнерів (4.9 мільйонів одиниць станом на 2007 рік). В середньому 1 350 000 автомобілів проходить через цей порт за рік і за цим показником він поступається тільки порту Роттердама.

## Міста побратими
- Калінінград, Росія (квітень 1992)
- Шербур-Октвіль, Франція (червень 1960)
- Грімсбі, Велика Британія (лютий 1963)
- Порі, Фінляндія (травень 1969)
- Фредеріксхавн, Данія (червень 1979)
- Щецин, Польща (листопад 1990)
- Балтимор, США (2007)
- Адана, Туреччина, травень 1959